# Oblast Wraza
| Basisdaten          | Basisdaten                  |
| ------------------- | --------------------------- |
| Region:             | Nordwestbulgarien           |
| Verwaltungssitz:    | Wraza                       |
| Fläche:             | 3.937 km²                   |
| Einwohner:          | 148.874 (31. Dezember 2022) |
| Bevölkerungsdichte: | 37,8 Einwohner je km²       |
| NUTS:BG-Code:       | BG313                       |
| Karte               |                             |
| Karte               |                             |

Die Oblast Wraza (bulgarisch Област Враца) ist ein Verwaltungsbezirk im Nordwesten Bulgariens.

## Verwaltungsgliederung
Die Oblast Wraza gliedert sich in 10 Gemeinden (община), die wiederum aus 8 Städten und 115 Dörfern bestehen.

## Bevölkerung
Im Jahr 2022 hatte die Oblast Wraza nur noch 148.874 Einwohner gegenüber 243.036 im Jahr 2001. Das entspricht einem Bevölkerungsrückgang von 39 Prozent innerhalb von 21 Jahren. Damit ist die Oblast Wraza jene mit dem größten Rückgang in ganz Bulgarien. 2017 wurde die Einwohnerzahl noch auf 165.645 geschätzt.

## Städte
| Stadt         | Bulgarische Schreibweise | Einwohner (31. Dezember 2022) |
| ------------- | ------------------------ | ----------------------------- |
| Wraza         | Враца                    | 49.569                        |
| Kosloduj      | Козлодуй                 | 10.916                        |
| Bjala Slatina | Бяла Слатина             | 8.975                         |
| Mesdra        | Мездра                   | 8.558                         |
| Orjachowo     | Оряхово                  | 3.787                         |
| Kriwodol      | Криводол                 | 2.600                         |
| Misija        | Мизия                    | 2.373                         |
| Roman         | Роман                    | 2.331                         |